# Hipótesis del cuerpo perdido
La hipótesis del cuerpo perdido trata de explicar la tumba vacía de Jesús por un evento de origen natural, y no por la resurrección, el fraude, el robo o el coma. Sólo el Evangelio de Mateo (Mateo 28:2) menciona un «gran terremoto» en el día de la resurrección. El terremoto sucedido durante la crucifixión fue acompañado por la oscuridad, la división de la roca y la apertura de fosas (Mateo 27:51). De esta forma una grieta en la roca puede explicar la tumba vacía en el día de la resurrección. El cuerpo de Jesús habría caído en una grieta producida por el terremoto, y esta se habría cerrado de nuevo debido a las réplicas.
Mateo podría estar insinuando los eventos sísmicos en Mateo 12:40: el Hijo del hombre descendía por tres días en el corazón de la tierra, como estuvo Jonás en el vientre de la ballena. Los Evangelios de Marcos y Lucas no mencionan un terremoto, sólo la oscuridad al mediodía, la división del velo del templo y la piedra de la tumba movida rápidamente. Juan en su Evangelio (Juan 12:24) y Pablo en sus cartas (1 Corintios 15:36) utilizan la imagen de un grano de trigo que cae en la tierra para el evento de la muerte y resurrección de Jesús.

## sigloXVIII
De acuerdo con el racionalista alemán radical y espiritualista Joh. Chr. Edelmann en su Confesión de Fe (1746), el terremoto de Mateo había enterrado el cuerpo y por lo tanto, se había perdido. Edelmann combinó su hipótesis del cuerpo perdido con una visión espiritual en la resurrección de Jesús.
En cuanto a la última circunstancia, que sólo menciona Mateo, admito que el cuerpo del Señor Jesús en su tumba podría haber sido enterrado en una forma tal, que no se podría haber encontrado en cualquier lugar.

## sigloXX
El espiritista austríaco R.J.L. Steiner, en su artículo The Fifth Gospel (El Quinto Evangelio, 1913), describe lo que su «conciencia clarividente» vio como un terremoto que ocultaba el cuerpo de Jesús:
Ese terremoto sacudió la tumba en la que el cuerpo de Jesús estaba, y la piedra que había sido colocada delante de la tumba fue movida y una grieta se abrió en el suelo y el cuerpo cayó sobre la grieta. Más vibraciones causadas en el suelo cerraron la grieta. Y cuando el pueblo se llegó en la mañana, la tumba estaba vacía, porque la tierra había recibido el cuerpo de Jesús; la piedra, sin embargo, se mantuvo al costado de la tumba.
En 1925 el teólogo alemán R. Seeberg parece haber dedicado tiempo a una hipótesis del cuerpo perdido como una posibilidad en su Christliche Dogmatik (Dogmática cristiana).

## La historicidad del terremoto de Mateo
El padre de la iglesia Orígenes ha interpretado el terremoto de Mateo como un fenómeno histórico, pero local y afectando sólo Judea. El terremoto del 33 d. C. dañó el Segundo Templo en Jerusalén y se puede rastrear en las capas de sedimentos del mar Muerto.